# Ciniflella marambaia
Espèce
Ciniflella marambaia est une espèce d'araignées aranéomorphes de la famille des Zoropsidae.

## Distribution
Cette espèce est endémique de l'État de Rio de Janeiro au Brésil,. Elle se rencontre vers Rio de Janeiro.

## Description
Le mâle holotype mesure 5,3 mm, les mâles mesurent de 4,0 à 5,3 mm.

## Systématique et taxinomie
Cette espèce a été décrite par Brescovit, Grismado, Almeida-Silva et Ramírez en 2025.

## Étymologie
Son nom d'espèce lui a été donné en référence au lieu de sa découverte, Marambaia.

## Publication originale
- Brescovit, Grismado, Almeida-Silva & Ramírez, 2025 : « On the Neotropical spider genus Ciniflella Mello-Leitão, 1921 (Araneae: Zoropsidae, Tengellinae). » Zootaxa, no 5563(1), p. 345-381.